# إسرائيل شاحاك
إسرائيل شاحاك (بالعبرية:ישראל שחק) (28 أبريل 1933 - 2 يوليو 2001) هو إسرائيلي بولندي. ولد في وارسو في بولندا، وهو من الناجين من الهولوكوست. عمل محاضراً في الكيمياء في الجامعة العبرية في القدس. وهو رئيس سابق لأحد الجمعيات الإسرائيلية المعنية بحقوق الإنسان والحقوق المدنية. عرف عنه نقده الصريح للحكومة الإسرائيلية وللمجتمع الإسرائيلي على وجه العموم. كما أن كتاباته حول اليهودية أثارت الكثير من الجدل، وقد وصفه البعض بالمعاداة السامية على إثرها.